# 皇踏山
皇踏山（おうとざん）は、香川県小豆郡土庄町にある山。標高は394メートル。しま山100選。香川のみどり百選。

## 地理

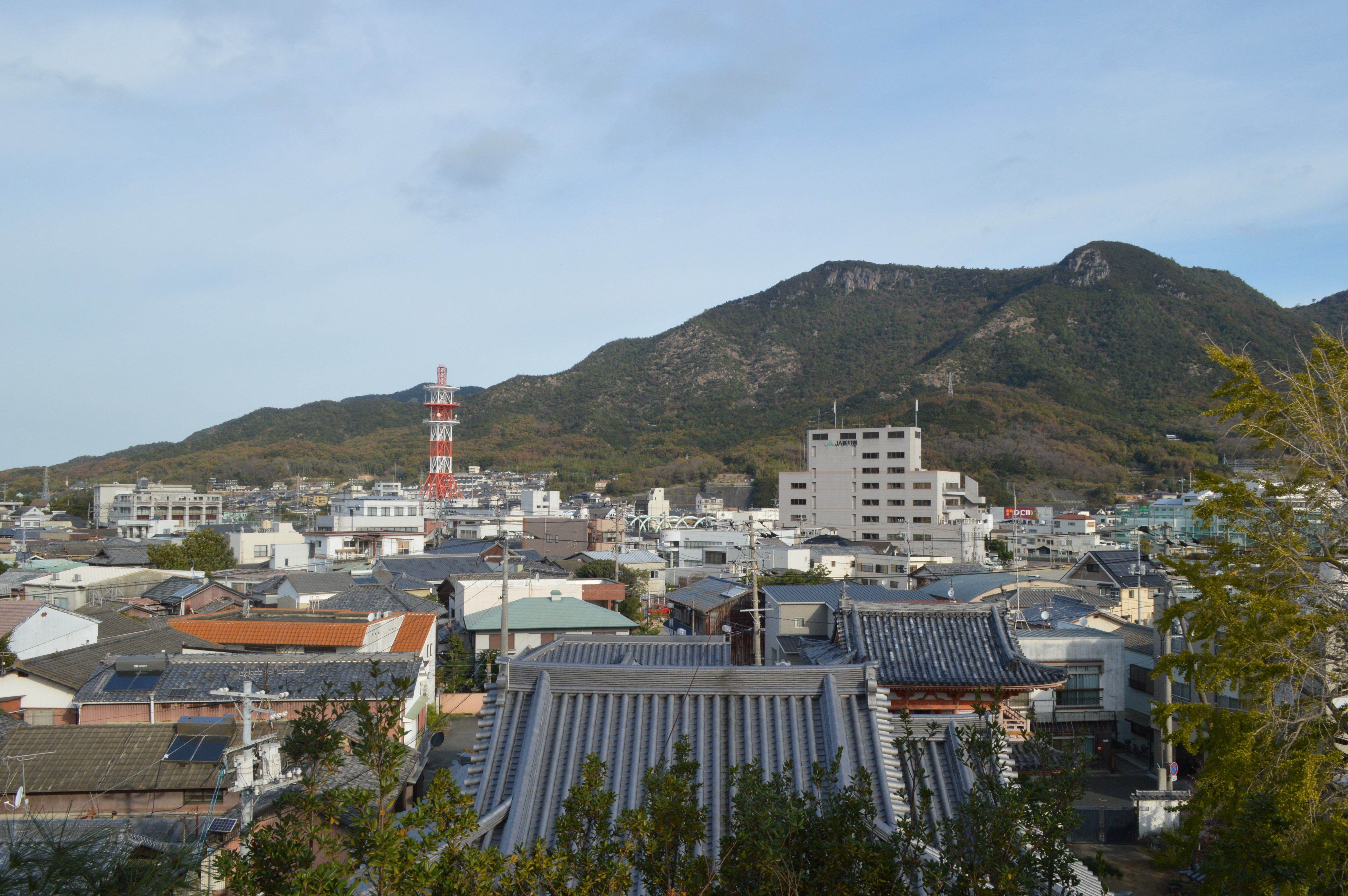
土庄市街地と皇踏山

瀬戸内海国立公園に含まれている。2か所のピークを有する双耳峰であり、土庄港周辺からはきれいな双耳峰に見える。ハイキングコースが整備されており、山頂周辺には数か所の展望台がある。

## 歴史
古代には応神天皇がイブキを植えたとする伝承があり、南麓にある宝生院には国指定特別天然記念物の宝生院のシンパクがある。中世には山頂に山城があったとされ、尾根筋には総延長1.5キロメートルもの石塁が築かれた。
2004年度（平成16年度）には香川県によって香川のみどり百選に選定された。2016年（平成28年）には公益財団法人日本離島センターによってしま山100選に選定された。